# بول ويكيسا
بول ويكيسا (بالإنجليزية: Paul Wekesa) مواليد 2 يوليو 1967 في نيروبي، هو لاعب كرة مضرب كيني سابق بدأ مسيرته كمحترف سنة 1987 وكان يلعب باليد اليمنى، اعتزل اللعب في 1996. أعلى تصنيف له في الفردي كان المركز الـ 100 في سنة 1995. أعلى تصنيف له في الزوجي كان المركز الـ 66 في سنة 1992.

## النهائيات

### الزوجي الفوز (3)
| الحصيلة | الرقم | التاريخ        | الدورة                                | الأرضية | الشريك        | المنافس في النهائي         | النتيجة في النهائي |
| ------- | ----- | -------------- | ------------------------------------- | ------- | ------------- | -------------------------- | ------------------ |
| الفوز   | 1.    | 16 أكتوبر 1988 | تل أبيب، إسرائيل                      | صلبة    | روجر سميث     | باتريك باور ألكسندر مرونز  | 6–3, 6–3           |
| الفوز   | 2.    | 16 أبريل 1989  | سول المفتوحة، كوريا الجنوبية          | صلبة    | سكوت ديفيز    | جون ليتس بروس مان سان هينج | 6–2, 6–4           |
| الوصافة | 1.    | 30 أبريل 1989  | سنغافورة                              | صلبة    | بول تشامبرلين | ريك ليتش جيم بف            | 3–6, 4–6           |
| الوصافة | 2.    | 5 أغسطس 1990   | كانتري وايد كلاسيكي، الولايات المتحدة | صلبة    | بيتر لوندغرين | سكوت ديفيز ديفيد بات       | 6–3, 1–6, 3–6      |
| الفوز   | 3.    | 10 نوفمبر 1991 | برمنغهام، المملكة المتحدة             | سجاد    | جاكو التينغ   | روني باثمان ريكارد بيرغ    | 7–5, 7–5           |
| الوصافة | 3.    | 28 أغسطس 1994  | بطولة كرواتيا المفتوحة للتنس، كرواتيا | ترابية  | كارول كوسيرا  | دييغو بيريز فرانسيسكو رويج | 2–6, 4–6           |

## روابط خارجية
- بول ويكيسا على موقع رابطة محترفي التنس (الإنجليزية)
- بول ويكيسا على موقع الاتحاد الدولي لكرة المضرب (الإنجليزية)
- بول ويكيسا على موقع كأس ديفيز (الإنجليزية)
- بول ويكيسا على موقع خلاصة التنس.كوم (الإنجليزية)